# Padada
Padada è una municipalità di quarta classe delle Filippine, situata nella Provincia di Davao del Sur, nella Regione del Davao.
Padada è formata da 17 baranggay:
- Almendras (Pob.)
- Don Sergio Osmeña Sr.
- Harada Butai
- Lower Katipunan
- Lower Limonzo
- Lower Malinao
- N C Ordaneza District (Pob.)
- Northern Paligue
- Palili
- Piape
- Punta Piape
- Quirino District (Pob.)
- San Isidro
- Southern Paligue
- Tulogan
- Upper Limonzo
- Upper Malinao